# 여랑왕
여랑왕(女郞王)은 신라에서 여성 왕족에게 부여하던 존칭이다. 울주 천전리 명문과 암각화에서 보인다. 여기서는 "을사년(525년) 사갈지갈문왕과 그의 누이 어사추여랑왕이 이곳에 놀러온 것"을 기념해 새긴 글이다. 갈문왕은 왕과 가장 가까운 친척에게 주는 명예 호칭인데 여기에 '여랑왕'이라고 여성에게도 왕(王)이 들어간칭호를 붙여 부르고 있다. 이 '왕'이라는 글자는 존칭인 '님'의 훈독인지, 아니면 실제 '王'의 의미를 담은 존칭인지는 여러 의견이 있다. 아들을 자랑(子郞)이라 쓴것과 대비하여 딸을 여랑(女郞)이라 쓴 것이라는 해석도 제기되었다.

## 같이 보기
- 갈문왕

## 참고 자료
- 역사스페셜 34회 '왜 신라에만 여왕이 있었나?'